# Ameland
Ameland (frisó It Amelân) és una de les illes situades entre el Mar del Nord i el Mar de Wadden, les illes frisones. A l'oest hi té Skylge mentre que a l'est Schiermonnikoog. Pertany a la província de Frísia, Països Baixos.
Està enterament ocupada pel municipi homònim, de 273,00 km², dels quals 57,57 km² corresponen a terra ferma (essencialment dunes) i els restants 215,43 a aigua. Tenia 3.839 habitants l'1 de juliol del 2024.

## Nuclis de població
Té quatre nuclis de població Ballum, Buren, Hollum i Nes.
Font: CBS

## Història

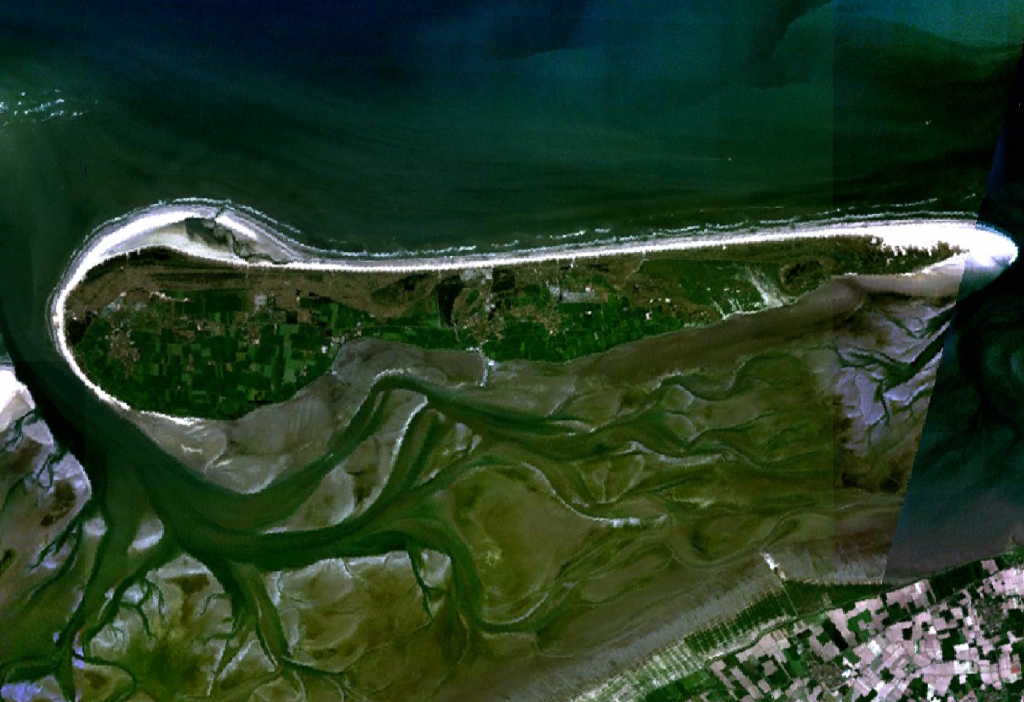
Imatge per satèl·lit de l'illa

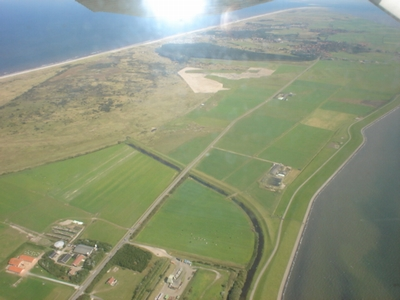
Vista aèria d'Ameland

Ameland és esmentada per primer cop com a Ambla al segle viii com a tributària del comtat d'Holanda, fins que el 1424 el seu senyor Ritske Jelmera la va declarar «senyoriu lliure» (vrijheerschap). Tot i que Holanda, Frísia i l'emperador del Sacre Imperi Romanogermànic es van oposar a aquesta condició de quasi-independent, continuà sent un senyoriu lliure fins que l'últim senyor la família governant, Cammingha, va morir el 1708. Després d'això, l'estatúder frisó Joan Guillem Friso d'Orange-Nassau es va convertir en senyor d'Ameland i després d'ell, el seu fill i estatúder dels Països Baixos Guillem IV d'Orange-Nassau i el seu net Guillem V d'Orange-Nassau. Només en la Constitució de 1813 l'illa va ser finalment integrada als Països Baixos (a la província de Frísia). Els reis i reines dels Països Baixos, però, segueixen mantenint el títol de vrijheid van Ameland fins avui.
El 1871 i 1872, es va construir un dic entre Ameland i la terra ferma per una societat per a la recuperació de terres frisones del mar. El dic anava de Holwerd a Bueren i tenia una longitud de 8,7 kilòmetres. La província i el regne neerlandès pagaren acada treballador 200.000 florins. Al final, no va tenir èxit; el dic no va resultar ser durador i el 1882, després de les fortes tempestes d'hivern, es van aturar la reparació i el manteniment de la presa. El dic encara pot ser vist parcialment durant la marea baixa. La presa de Holwerd és el començament d'aquest dic.
El 1940 les tropes alemanyes van ser transportades en ferry fins a l'illa i en qüestió d'hores Ameland estava sota el control de la Wehrmacht. A causa del seu limitat valor militar els Aliats mai van envair Ameland. Les forces alemanyes a l'illa no es va rendir fins al 2 de juny de 1945, gairebé un mes després de la derrota de l'Alemanya nazi.

## Administració
Des del 16 de gener del 2020, l'alcalde del municipi és Leo Pieter Stoel del VVD. Els 11 membres del consistori municipal són, des del 2022:
| Partit                  | Escons |
| ----------------------- | ------ |
| AmelandEén              | 4      |
| Algemeen Belang Ameland | 3      |
| CDA                     | 1      |
| Ameland '82             | 1      |
| PvdA                    | 1      |
| VVD                     | 1      |
| Font:                   |        |

| Període     | Nom                                        | Partit |
| ----------- | ------------------------------------------ | ------ |
| 1837 - 1888 | Daniël W. Crommelin, baron van Heeckeren   |        |
| 1888 - 1894 | Daniël J.W. Crommelin, baron van Heeckeren |        |
| ...         |                                            |        |
| 1906 - 1942 | Johan Benjamin William Bolomeij            |        |
| 1942 - 1945 | Bouk Bakker                                | NSB    |
| 1945 - 1955 | Roel (R.) Walda                            |        |
| 1955 - 1961 | F.G.A. Huber                               |        |
| 1962 - 1973 | J. Siderius                                | PvdA   |
| 1973 - 1976 | Drs. Pieter (P.) Zevenbergen               | VVD    |
| 1976 - 1985 | Mr. Hans (J.H.) Lesterhuis                 | PvdA   |
| 1985 - 1993 | Mr. Michiel (M.) Zonnevylle                | VVD    |
| 1993 - 1994 | Bendiks (B.W.) Cazemier (accidental)       | CDA    |
| 1994 - 2000 | Mr. Roel (R.S.) Cazemier                   | VVD    |
| 2001 - 2006 | Paul (P.J.J.) Verhoeven                    | VVD    |
| 2006 - 2006 | Hans (J.H.) Lesterhuis (accidental)        | PvdA   |
| 2006 - 2018 | Albert (A.) de Hoop                        | D66    |
| 2018 - 2020 | Gerard (G.) van Klaveren (accidental)      | VVD    |
| 2020 -      | Leo Pieter (L.P.) Stoel                    | VVD    |

## Personatges il·lustres
- Jan Bruin, futbolista
- Hannes de Boer, saltador de longitud
- Johannes de Jong, arquebisbe catòlic d'Utrecht

## Galeria d'imatges

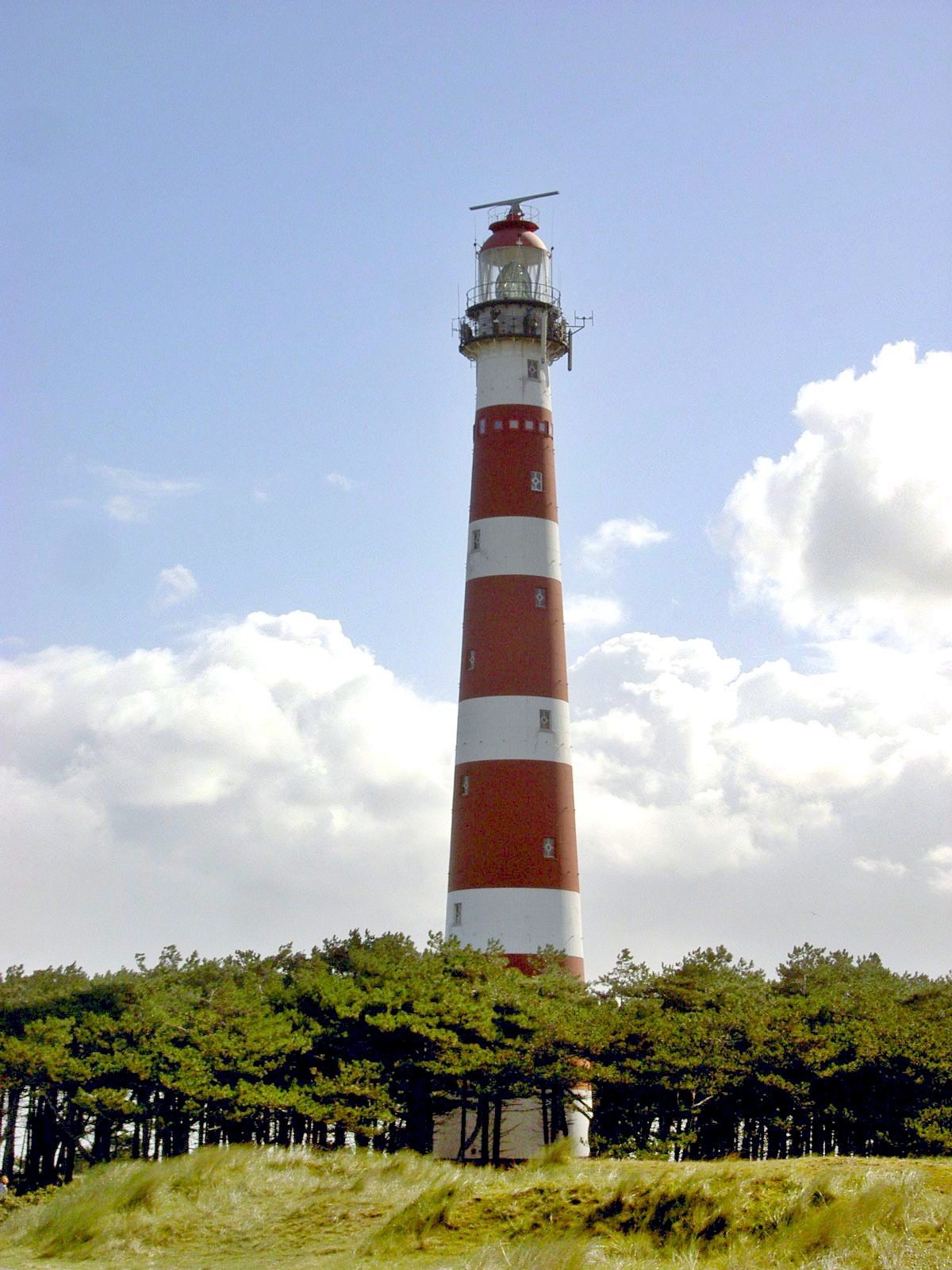
Far d'Ameland
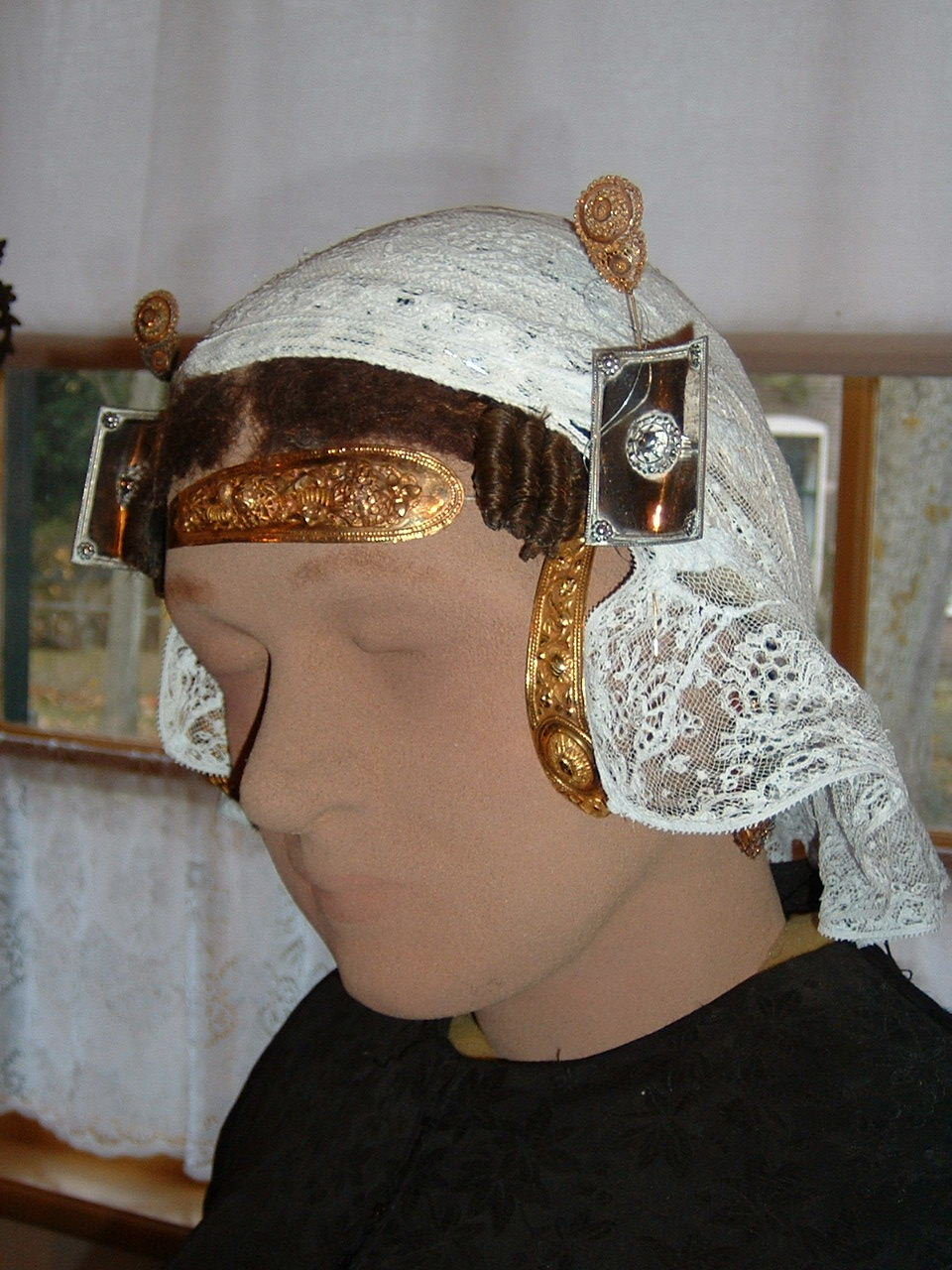
Tocat tradicional de l'illa
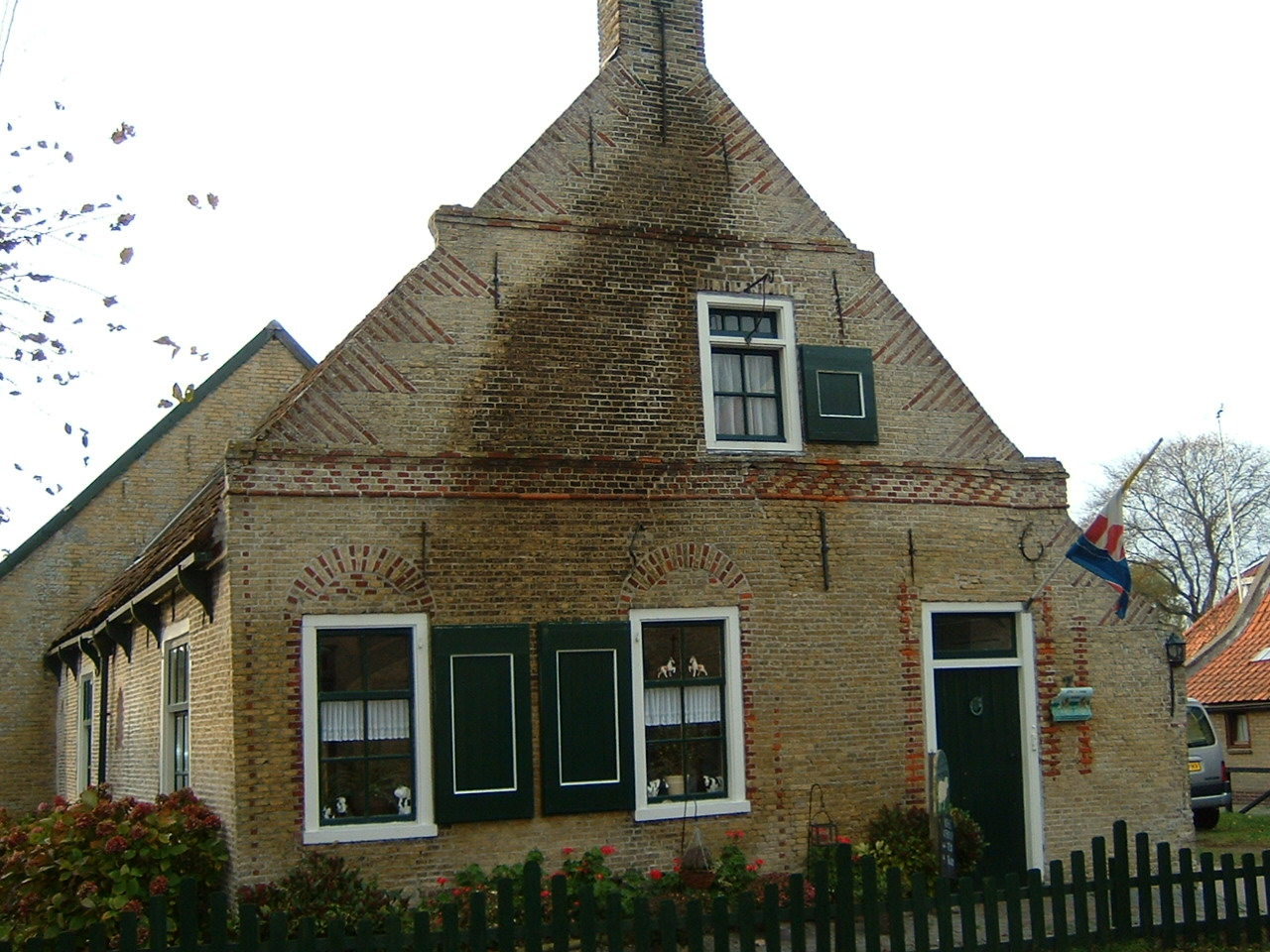
Ajuntament